# Ricardo Brennand

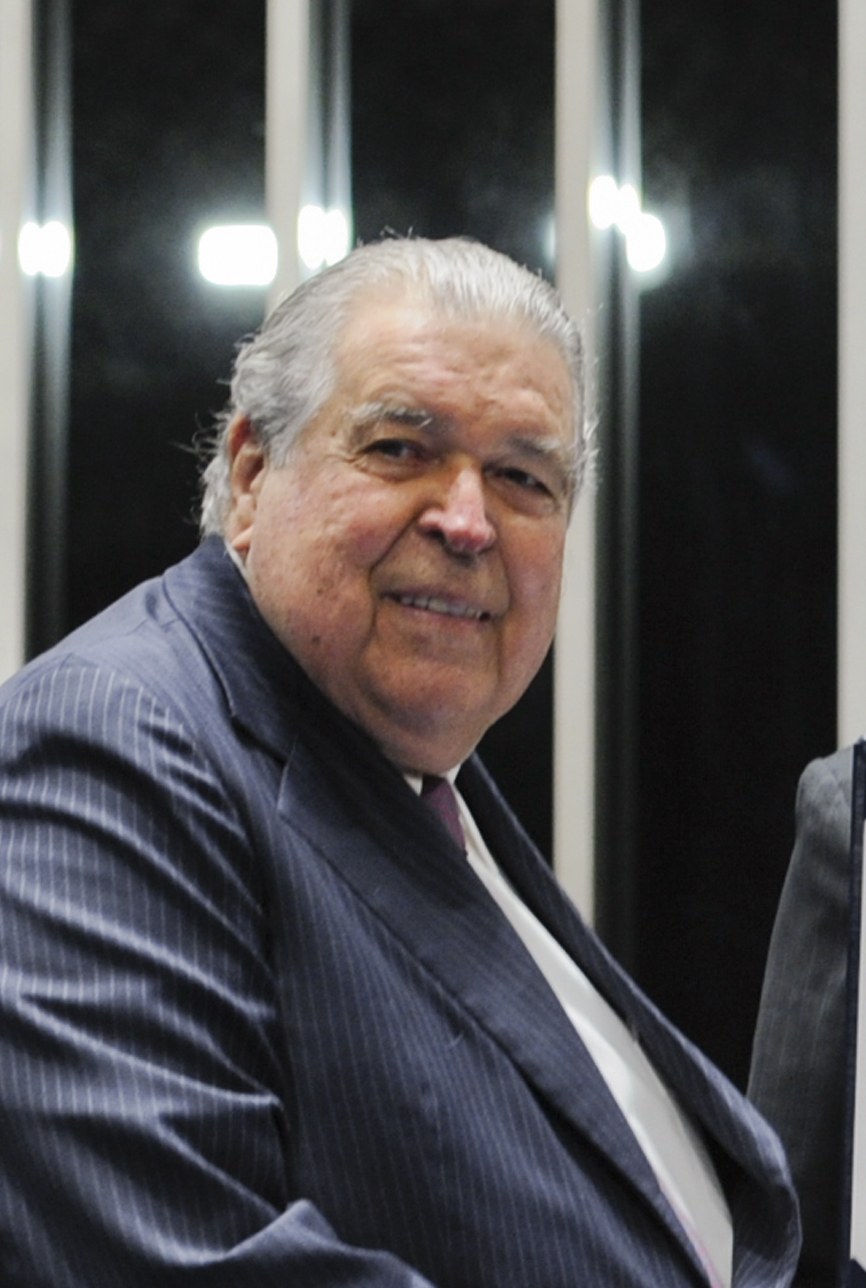
Ricardo Brennand (2012)

Ricardo Coimbra de Almeida Brennand (* 27. Mai 1927 in Cabo de Santo Agostinho, Bundesstaat Pernambuco, Brasilien; † 25. April 2020 in Recife, Brasilien) war ein brasilianischer Milliardär, Unternehmer, Ingenieur, Museumsgründer und Kunstsammler.

## Leben und Wirken
Ricardo Brennand wurde 1927 als Nachkomme in fünfter Generation des im Jahr 1820 in Nordostbrasilien eingewanderten Engländers Edward Brennand geboren. Seine Eltern waren Antônio Luiz de Almeida Brennand und Dulce Padilha Coimbra. Seine Ausbildung erhielt er am Maristen-Kolleg in Recife (Colégio Marista) und am ehemaligen Colégio Osvaldo Cruz zwischen 1937 und 1942, 1949 schloss er Kurse in Ingenieurwissenschaften an der Universidade Federal de Pernambuco ab, wo er seinen Abschluss als Allgemeiner und Mechanischer Ingenieur machte.
Später war er als Fabrikingenieur tätig und als Unternehmer seiner rund 20 Fabriken, die vor allem Zement, Stahl, Glas, Zucker und Keramik herstellten. Er war damit der reichste Mann im armen Nordosten Brasiliens.
Seine Leidenschaft für die Kunst begann im Alter von 12 Jahren und ließ ihn fortan nicht mehr los; auf ausgedehnten Reisen nach Europa und Asien kaufte er vielerlei Kunstwerke, die er in seine umfangreiche Sammlung integrierte. Sie zeichnet sich aus durch viele Waffen, Kunsthandwerk, Wandteppichen, Skulpturen mit erotischen Posen, aber auch Gemälden verschiedener Epochen der brasilianischen Kunstgeschichte. Sie enthält eine der weltweit größten Sammlungen an Gemälden des Malers Frans Hals und Werke aus der kurzen Zeit von Niederländisch-Brasilien, bevor diese Region wieder an Portugal zurückfiel. 
1999 gründete er – nach dem Verkauf seiner Zementfabriken für rund 590 Millionen Dollar an die Cimpor-Gruppe aus Portugal – das Instituto Ricardo Brennand, das seine Sammlung beherbergt und in einem schlossartigen Komplex vor den Toren Recifes untergebracht ist. Das Museum ist für jedermann zugänglich. 
Ab 2009 war er auch mit Investitionen in die Windkraft und Windparks beschäftigt, um dieses Thema in Brasilien bekannter zu machen. 
Ricardo Brennand sprach fließend und akzentfrei Englisch und Deutsch.
Der achtfache Vater galt mit einem geschätzten Vermögen von 1,2 Milliarden Dollar als einer der reichsten Männer Brasiliens. Er kam am 19. April 2020 mit Anzeichen von COVID-19 ins Hospital Real Portugues nach Recife, wo er am 25. April 2020 im Alter von 92 Jahren starb.